# 268669 Bunun
268669 Bunun è un asteroide della fascia principale. Scoperto nel 2006, presenta un'orbita caratterizzata da un semiasse maggiore pari a 3,0203738 UA e da un'eccentricità di 0,1855548, inclinata di 10,52332° rispetto all'eclittica.